# Bruno Finzi
Bruno Finzi (Gardone Val Trompia, 13 de fevereiro de 1899 — Milão, 10 de setembro de 1974) foi um matemático e engenheiro italiano.
Contribuiu substancialmente para o cálculo tensorial, física clássica, especialmente a dinâmica dos fluidos e aeronáutica, e também para a teoria da relatividade, especialmente sobre a teoria matemática do espaço-tempo.
Graduado em engenharia industrial em 1920 e em matemática um ano depois, pela Universidade de Pavia. Em 1922 mudou para Milão, onde foi assistente de Umberto Cisotti no Instituto Politécnico de Milão. Em 1931 obteve a cátedra de mecânica racional na Universidade de Milão, retornando ao Instituto Politécnico para assumir a vaga de Cisotti, como diretor do Instituto Matemático. Em 1949 assumiu a direção do recém criado Instituto de Aeronáutica.

## A Escola de Finzi
Seu livro Calcolo Tensoriale ed Applicazioni, em co-autoria com sua colega Maria Pastori, continua referência atual da área de cálculo tensorial. Entre seus alunos são relacionados:
- Maria Pastori, Emilio Clauser, Bartolomeo Todeschini, Franca Graiff e Elisa Brinis Udeschini, do Instituto Politécnico de Milão
- Paolo Udeschini, de Pávia
- Aldo Pratelli, do Instituto Politécnico de Turim.